# Eupithecia hormiga
Eupithecia hormiga es una especie de polilla de la familia Geometridae. La especie fue descrita por primera vez por Paul Dognin habiendo sido descrita en 1899, con distribución en Ecuador. El holotipo de la especie fue descrita en el sector El Monje de los valles de Loja.

## Descripción
Es una polilla pequeña con una envergadura de 22 milímetros (0,9 plg). El ala anterior es de color gris, con patrones ligeramente rosados, negros o blancos puros. Éstas constan de un punto celular bien marcado, con una línea costal negra en la base y cuatro bandas transversales anchas. El ala posterior es similar a la anterior en su coloración: color grisácea con punto celular más oscuro.
Los palpos son largos, negros, con un punto blanco en su extremo. Las antenas son pubescentes, la frente blanca con un punto negro en la base de las antenas. El tórax es blanco, con su primer anillo negro y cada anillo con un diminuto mechón de pelos negros salpicados de blanco.